# NGC 5419
NGC 5419 ist eine Elliptische Galaxie vom Hubble-Typ E im Sternbild Zentaur und 179 Millionen Lichtjahre von der Milchstraße entfernt.
Sie wurde am 8. Juni 1837 von John Herschel mit einem 18-Zoll-Spiegelteleskop entdeckt, der bei drei Beobachtungen „pretty bright, pretty large, round, gradually brighter in the middle; 50 arcseconds“, „pretty bright, round, gradually much brighter in the middle; 25 arcseconds“ und „pretty bright, pretty large, round, gradually pretty much brighter in the middle; 50 arcseconds“ notierte.